# Canthylidia canusina
Canthylidia canusina är en fjärilsart som beskrevs av Swinhoe 1901. Canthylidia canusina ingår i släktet Canthylidia och familjen nattflyn. Inga underarter finns listade i Catalogue of Life.